# Saint-Barthélemy-d'Agenais
 Saint-Barthélemy-d'Agenais  là một xã của tỉnh Lot-et-Garonne, thuộc vùng Nouvelle-Aquitaine, tây nam nước Pháp.